# Кореневский, Иосиф Петрович
Иосиф Петрович Корене́вский (бел. Іосіф (Язэп) Пятровіч Каранеўскі, 31 декабря 1887 (12 января 1888), Заславль, Минская губерния — 29 октября 1937, Минск) — советский белорусский учёный-педагог, ректор Белорусского государственного университета с 11 октября 1929 по 28 июля 1931. Действительный член Инбелкульта — предшественника АН БССР.

## Биография
Окончил Молодечненскую учительскую семинарию и Виленский учительский институт, преподавал в школах и в Минской белорусской гимназии. В 1920 году был назначен заместителем наркома образования БССР, занимался организацией Белорусского университета в Минске. В 1921 году в числе 32 коммунистов подписал письмо в ЦБ КП(б)Б с предложением начать в стране активную белорусизацию. Работал в Главном управлении социального воспитания, Белпедтехникуме, Инбелкульте. В 1927—1928 — ректор Коммунистического института им. Ленина в Минске. В октябре 1928—1929 — заместитель ректора БГУ, с 11 октября 1929 — ректор БГУ.
После освобождения от должности ректора БГУ 28 июля 1931 работал в Институте красной профессуры мирового хозяйства и мировой политики в Москве. 15 июля 1937 был арестован в Москве и вскоре перевезён в Минск. В сентябре, после пыток, признался в шпионаже в пользу Польши. 28 октября как член «антисоветской националистической террористической шпионской диверсионной организации» был приговорён к высшей мере наказания, и на следующий день в числе 52 человек расстрелян в подвале здания внутренней тюрьмы НКВД в Минске.
В 1957 году реабилитирован Военной коллегией Верховного суда СССР.

## Публикации
- Да пачатку вучэбнага года // Асвета. 1924, № 3;
- Паслякастрычніцкі перыяд // Беларусь: Нарысы гісторыі, эканомікі, культурнага і рэвалюцыйнага руху. Мн., 1924;
- Інстытут беларускае культуры (Інбелкульт) // Наш край. 1927, № 10.